# Hide-A-Way Hills (Ohio)
Hide-A-Way Hills é um lugar designado pelo censo localizado no condado de Hocking no estado estadounidense de Ohio. No Censo de 2010 tinha uma população de 794 habitantes e uma densidade populacional de 108,56 pessoas por km².

## Geografia
Hide-A-Way Hills encontra-se localizado nas coordenadas 39° 39′ 14″ N, 82° 28′ 01″ O. Segundo a Departamento do Censo dos Estados Unidos, Hide-A-Way Hills tem uma superfície total de 7.31 km², da qual 6.75 km² correspondem a terra firme e (7.72%) 0.56 km² é água.

## Demografia
Segundo o censo de 2010, tinha 794 pessoas residindo em Hide-A-Way Hills. A densidade populacional era de 108,56 hab./km². Dos 794 habitantes, Hide-A-Way Hills estava composto pelo 98.49% brancos, o 0.5% eram afroamericanos, o 0.25% eram amerindios, o 0.25% eram asiáticos, o 0% eram insulares do Pacífico, o 0% eram de outras raças e o 0.5% pertenciam a duas ou mais raças. Do total da população o 0.38% eram hispanos ou latinos de qualquer raça.